# Улица Константина Симонова (Москва)
Улица Константи́на Си́монова находится в районе Аэропорт Северного административного округа города Москвы. Расположена между Ленинградским проспектом и Красноармейской улицей.

## История
Ранее улица располагалась на территории бывшего подмосковного села Всехсвятского. С конца XIX века носила имя Лазовский переулок по фамилии домовладельца. 12 июля 1985 года переименована в честь писателя Константина Михайловича Симонова (1915—1979). Сам писатель жил в нескольких кварталах отсюда, в доме № 4 по улице Черняховского.

## Транспорт
Остановки автобусов:
- «Улица Константина Симонова»: м1, н1, н12, т65, т70, т86, 105, 356, 403, 412 — на Ленинградском проспекте.
- «Старый Зыковский проезд»: 110 — на Красноармейской улице.

Метро:
- Станция «Аэропорт».